# Parque natural nacional de Sloboda
El parque natural nacional de Sloboda (en ucraniano: Слобожанський національний природний парк) es un parque nacional de Ucrania que cubre una región de estepa forestal en la confluencia de los ríos Merla y Merchik en las tierras altas de Poltava Oriental en el este de Ucrania. El parque presenta un extenso complejo de marismas, pantanos y otros humedales, que forman un rico hábitat para diversas plantas y animales.
El parque está situado en el distrito administrativo (raión) de Bogodujiv en el óblast de Járkov.

## Topografía
El valle de los ríos Merla y Merchik forma una terraza baja de llanuras aluviales, prados y pantanos. La segunda terraza presenta colinas y bosque entrelazados con zonas de estepa, con vegetación de pradera-turbera en las depresiones.

## Clima y ecorregión
El clima del parque de Sloboda es Clima continental húmedo, con veranos cálidos (clasificación climática de Köppen (Dfb)). Este clima se caracteriza por grandes diferencias estacionales de temperatura y un verano cálido (al menos cuatro meses con un promedio de más de 10 °C (50,0 °F), pero ningún mes con un promedio de más de 22 °C (71,6 °F).

## Flora y fauna
Más del 90% del territorio del parque está formado por bosques. La margen derecha del río Merla es un bosque natural de arces y tilos; la margen izquierda tiene plantaciones de pinos naturales y artificiales. Los bosques pantanosos son principalmente de alisos y abedules.

## Uso público

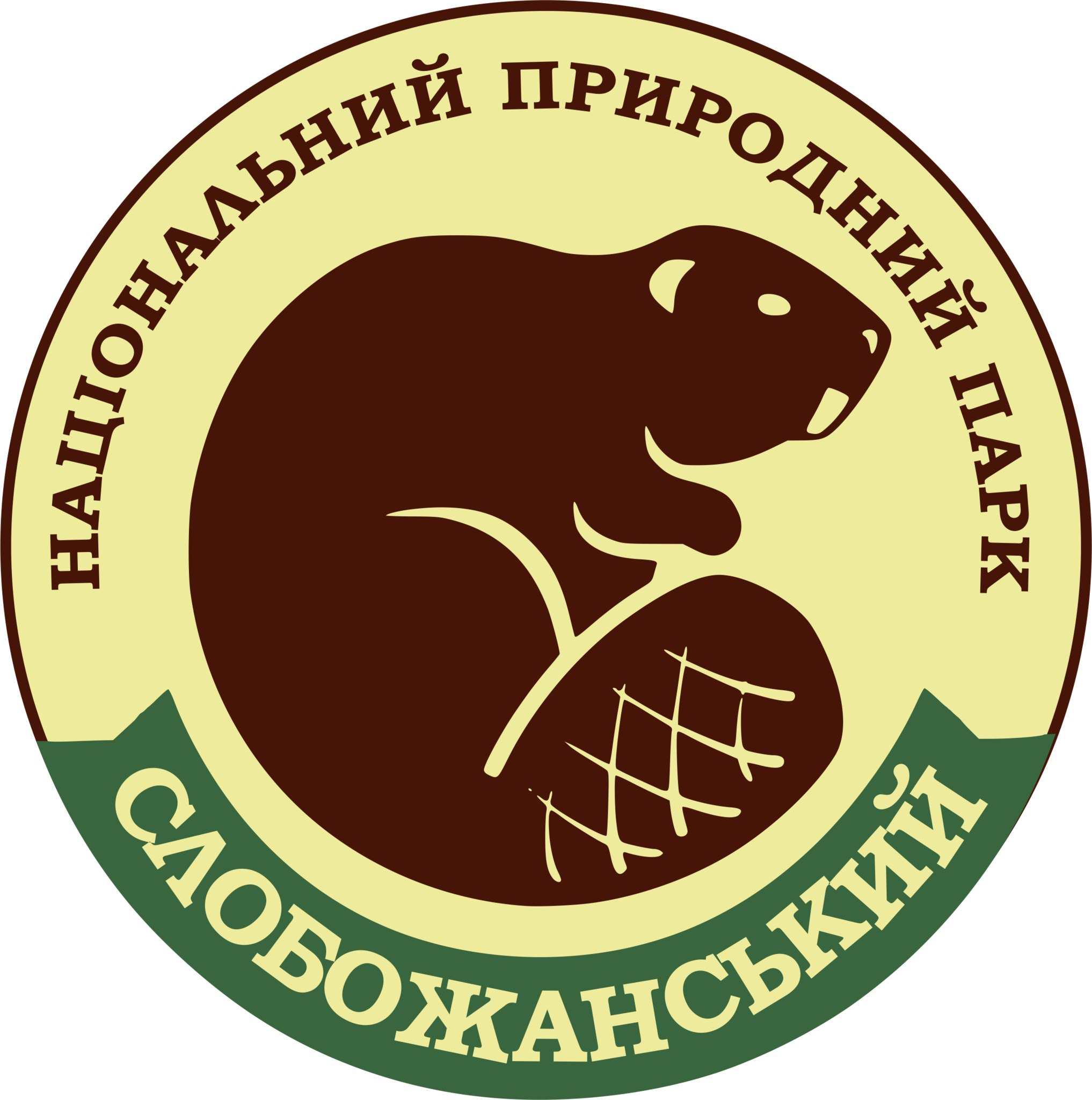
Logo del parque

Para proteger el entorno natural dentro del parque, se organizan y controlan actividades recreativas. El público es bienvenido en rutas ecológicas-educativas y científicas-cognitivas. El alojamiento está disponible en los centros designados en el parque, al igual que los sitios para acampar, las áreas de pícnic y los pabellones para actividades grupales. Las excursiones y caminatas individuales o en pequeños grupos requieren una pequeña tarifa.